# Родовинский, Владимир Михайлович
Владимир Михайлович Родовинский (род. 20 февраля 1945) – советский и украинский баскетболист и тренер, мастер спорта СССР.

## Биография
Стоял у истоков создания профессионального баскетбола в Николаеве, как один из ближайших соратников тренера №1 Виктора Боженара. Был помощником главного тренера в 1972 году, когда команда впервые попала в первую лигу чемпионата СССР и получила статус «команды мастеров».
Возобновил карьеру игрока в 1972 году и в 1976 году вместе с николаевским «Спартаком поднялся в Высшую лигу чемпионата страны, после чего окончательно перешёл на тренерскую работу.
В том же 1976 году был назначен главным тренером «николаевской команды» в первом для неё сезоне в главной баскетбольной лиге СССР, затем в течение десяти лет стоял во главе клуба, который достойно представлял город на всесоюзной арене.
Летом 1994 года получил должность главного тренера бронзового призера Украинской Суперлиги «БИПА-МОДА Одесса», однако после неудач в начале сезона покинул пост.
Ныне проживает в Канаде.